# Hydrotaea cyrtoneura
Hydrotaea cyrtoneura är en tvåvingeart som beskrevs av Seguy 1938. Hydrotaea cyrtoneura ingår i släktet Hydrotaea och familjen husflugor. Inga underarter finns listade i Catalogue of Life.